# スタディオ・フラミニオ
スタディオ・フラミニオ（Stadio Flaminio）は、イタリア、ラツィオ州のローマにある多目的スタジアム。収容人数は約3万人。サッカー･ラグビー専用スタジアム。

## 概要
以前の名称はPNFスタジアム（PNF：ファシスト国家主義党）。1934年サッカー・イタリアワールドカップ決勝が行われた。1931年にはラツィオがホームスタジアムをここに移転。1940年にはASローマもホームをここに移転しラツィオと共有する。両クラブは1953年にスタディオ・オリンピコに移転するまで、このスタジアムを使用した。
現在はラグビー・シックス・ネイションズに使用されている。
同球技場近くにあるスタディオ・オリンピコはASローマとSSラツィオがともに本拠地のため使用できず、ラグビーイタリア代表に使用されている。また、セリエC2のASシスコ・ローマの本拠地としても使用されている。